# Hygrobates canadensis
Hygrobates canadensis är en kvalsterart som beskrevs av Herbert Habeeb 1955. Hygrobates canadensis ingår i släktet Hygrobates och familjen Hygrobatidae. Inga underarter finns listade i Catalogue of Life.